# Mesolia albimaculalis
Mesolia albimaculalis là một loài bướm đêm trong họ Crambidae.